# 풍기예상
《풍기예상》(중국어 간체자: 风起霓裳, 정체자: 風起霓裳, 병음: Fēng qǐ ní shang 펑치니상[*], Weaving a Tale of Love 웨이빙 어 테일 오브 러브[*])은 2021년 방송되었던 중국의 드라마이다.

## 줄거리
- 당나라 정관 연간, 황실 의상을 만드는 궁인으로 '천하제일침'의 칭호를 하사 받은 명장 안 씨는 자신의 제자였던 탁금랑의 모함으로 죽게 된다. 그녀의 어린 딸 고적유리는 손덕성의 손에서 자라 방역을 담당하는 궁인으로 살게 된다. 성년이 되어 출궁을 앞둔 고적유리는 배행검의 도움으로 위기를 모면하게 되고, 두 사람은 특별한 인연을 이어간다. 어머니의 억울함을 밝히고자 애쓰는 고적유리. 그리고 당 태종의 병환으로 조정에는 피 바람이 불어오는데.

## 등장 인물
- 구리나자 - 고적유리(庫狄琉璃) 역
- 쉬웨이저우 - 배행검(裴行儉) 역
- 시시 (施诗) - 무미량 역
- 조순연 (赵顺然) - 당 고종 역
- 담개 (谭凯) - 당 태종 역

## 참고 사항
- 2021년 1월 29일 중국에서 방송 시작한지 이틀만에 중화TV에서 VOD 저작권을 구입했다. 국내 방송일자는 4월 19일이다.